# Estación de Puentedeume
Puentedeume (en gallego, y oficialmente según Adif, Pontedeume) es una estación ferroviaria situada en el municipio español de Puentedeume, en la provincia de La Coruña, comunidad autónoma de Galicia. Dispone de servicios de Larga y Media Distancia operados por Renfe.

## Situación ferroviaria
Se encuentra en el punto kilométrico 23,363 de la línea férrea de ancho ibérico que une Betanzos con Ferrol a 29 metros de altitud, entre las estaciones de Perbes y de Cabañas-Arenal. El tramo es de vía única y está sin electrificar.

## Historia
La estación fue inaugurada el 5 de mayo de 1913 con la apertura de la línea Betanzos - Ferrol por parte del Estado que tuvo que encargarse de la construcción de la línea al quedar desiertos las diferentes subastas que se fueron celebrando. Por ello fue la Primera División Técnica y Administrativa de Ferrocarriles la que se encargó de gestionar la línea en un primer momento hasta su cesión en 1928 a la Compañía Nacional de los Ferrocarriles del Oeste, previo paso por MZOV. En 1941, con la nacionalización ferrocarril en España, la estación empezó a ser gestionada por RENFE. 
Desde el 31 de diciembre de 2004, Adif es la titular de las instalaciones ferroviarias. 

## La estación
El edificio de viajeros de la estación de Puentedeume es una estructura de dos pisos, actualmente sin servicios ferroviarios como taquillas o aseos. Se encuentra en el noroeste de la villa, cerca de la desembocadura del Eume en la Ría de Betanzos, y un poco alejada del casco urbano de Puentedeume. Recientemente se han recrecido los andenes de la estación, además de instalarse farolas en ellos para una mejor visibilidad.
Cuenta con dos andenes laterales, a los que acceden dos vías. Existe otra vía topera que se usa de forma esporádica para el apartado de material de mantenimiento de la línea.

## Servicios ferroviarios

### Larga Distancia
En la estación de Puentedeume efectúan parada los trenes Alvia que unen las estaciones de Ferrol y Madrid-Chamartín. Hasta marzo de 2020 también circulaba el Trenhotel Atlántico, un tren nocturno que también unía Madrid con Ferrol y que fue suprimido por la pandemia de COVID-19.

### Media Distancia
También se ofertan servicios de Media Distancia con destino a La Coruña y Ferrol, existiendo cinco servicios por sentido los días laborables que se reducen a cuatro los fines de semana y festivos.